# Fuchsia campii
Fuchsia campii és una espècie d'arbust que pertany a la família onagràcies.

## Distribució i hàbitat
És originària del sud dels Andes a Equador (Província d'Azuay i Província de Loja). Habita els vessants de muntanyes humits i plujosos, a una altitud de 2.300-3.500 metres, i a les zones forestals situades enmig de praderies. Ocasionalment se la veu créixer al costat de rierols i camins.
Una població de F. campii està protegida dins del Parc Nacional Podocarpus i una altra també al Parc Nacional Caixes.

## Taxonomia
Fuchsia campii va ser descrita per Paul Edward Berry i publicada a Novon 5(4): 318–320, f. 1 a–f. 1995.
Etimologia
Fuchsia: nom genèric descrit per primera vegada per Charles Plumier a finals del segle xvii, i anomenada en honor del botànic alemany, Leonhart Fuchs (1501-1566).
campii: epítet